# 沙利米夫卡
52°7′38″N 33°59′27″E / 52.12722°N 33.99083°E
沙利米夫卡（烏克蘭語：Шалимівка）是位於烏克蘭東北部的村莊，由蘇梅州紹斯特卡區的中布達市鎮負責管轄。該村處於茲諾比夫卡河右岸，距離羅馬什科韋2公里，海拔高度173米，2001年人口32。